# Max Schnur
Max Jacob Schnur (* 15. Februar 1993 in Richmond, Virginia) ist ein US-amerikanischer Tennisspieler.

## Karriere

### Collegetennis
Max Schnur studierte bis 2015 an der Columbia University das Fach Economics. Er spielte in dieser Zeit College Tennis und gewann 2013 mit Ashok Narayan den Doppeltitel bei den US-amerikanischen Hallenmeisterschaften.

### Profitour
Schnur spielt hauptsächlich auf den zweit- und drittklassigen Turnieren der ITF Future Tour und ATP Challenger Tour. Dort tritt er fast ausschließlich in den Doppelbewerben auf. Bislang konnte er auf der Future Tour sechs Doppeltitel feiern. Auf der Challenger Tour konnte er seinen ersten Titelgewinn 2016 in Drummondville feiern. Mit Jamie Cerretani setzte er sich in drei Sätzen gegen das Duo Daniel Evans und Lloyd Glasspool durch.
In Quito hatte Schnur 2017 seine Premiere auf der ATP World Tour an der Seite von Hans Podlipnik-Castillo. Sie gewannen ihr Auftaktmatch gegen das Brüderpaar Giovanni und Nicolás Lapentti knapp in drei Sätzen. Im Viertelfinale zogen sie gegen die späteren Finalisten Julio Peralta und Horacio Zeballos in zwei Sätzen den Kürzeren. Im selben Jahr qualifizierte sich Schnur mit Hsieh Cheng-peng für die Doppelkonkurrenz in Wimbledon. Dort mussten sie sich Marcin Matkowski und Maks Mirny in drei Sätzen geschlagen geben. Die Auftritte mit Jamie Cerretani in Umag und Gstaad endeten mit jeweils zwei Erstrundenniederlagen.

## Erfolge
| Legende (Anzahl der Siege)  |
| Grand Slam                  |
| ATP World Tour Finals       |
| ATP World Tour Masters 1000 |
| ATP World Tour 500          |
| ATP World Tour 250          |
| ATP Challenger Tour (12)    |

### Doppel

#### Turniersiege
| Nr. | Datum              | Turnier           | Belag         | Partner                   | Finalgegner                                 | Ergebnis           |
| --- | ------------------ | ----------------- | ------------- | ------------------------- | ------------------------------------------- | ------------------ |
| 1.  | 20. Mai 2016       | Drummondville     | Hartplatz (i) | Jamie Cerretani           | Daniel Evans Lloyd Glasspool                | 3:6, 6:3, [11:9]   |
| 2.  | 25. Juni 2016      | Mailand           | Sand          | Miguel Ángel Reyes Varela | Alessandro Motti Peng Hsien-yin             | 1:6, 7:64, [10:5]  |
| 3.  | 23. Juli 2016      | Tampere           | Sand          | David Pérez Sanz          | Steven De Waard Andreas Mies                | 6:4, 6:4           |
| 4.  | 8. Januar 2017     | Happy Valley      | Hartplatz     | Hans Podlipnik-Castillo   | Steven De Waard Marc Polmans                | 7:65, 4:6, [10:6]  |
| 5.  | 17. Juni 2017      | Caltanissetta     | Sand          | Jamie Cerretani           | Denys Moltschanow Franko Škugor             | 6:3, 3:6, [10:6]   |
| 6.  | 1. März 2020       | Calgary           | Hartplatz (i) | Nathan Pasha              | Harry Bourchier Filip Peliwo                | 7:64, 6:3          |
| 7.  | 18. September 2021 | Cary              | Hartplatz     | William Blumberg          | Stefan Kozlov Peter Polansky                | 6:4, 1:6, [10:4]   |
| 8.  | 16. Oktober 2021   | Santiago de Chile | Sand          | Evan King                 | Hans Hach Verdugo Miguel Ángel Reyes Varela | 3:6, 7:63, [16:14] |
| 9.  | 30. Oktober 2021   | Las Vegas         | Hartplatz     | William Blumberg          | Jason Jung Evan King                        | 7:5, 6:75, [10:5]  |
| 10. | 6. November 2021   | Charlottesville   | Hartplatz (i) | William Blumberg          | Treat Huey Frederik Nielsen                 | 3:6, 6:1, [14:12]  |
| 11. | 5. Februar 2022    | Cleveland         | Hartplatz (i) | William Blumberg          | Robert Galloway Jackson Withrow             | 6:3, 7:64          |
| 12. | 22. Oktober 2022   | Hamburg           | Hartplatz (i) | Treat Huey                | Dustin Brown Julian Lenz                    | 7:66, 6:4          |